# Troféu Joan Gamper de 2007
O 'Troféu Joan Gamper' de 2007 foi a 42ª edição disputada ao longo da história. O Futbol Club Barcelona, da cidade catalã de Barcelona foi o campeão, vencendo o jogo final por 5x0 da Internazionale.

## Final
| 29 de agosto de 2007 | Barcelona                                                                                     | 5 – 0  | Internazionale | Camp Nou, Barcelona (Espanha) Público: 98.559 Árbitro: Eduardo Iturralde González Auxiliares: |
|                      | Ronaldinho Gaúcho 6'(P) · Giovani dos Santos 11' · Touré 37' · Iniesta 56' · Thiago Motta 81' | Report |                |                                                                                               |

| Barcelona | Internazionale |

|  | Barcelona Jorquera (Valdés) Zambrotta (Sylvinho) Rafael Márquez (Thuram) Oleguer Abidal (Milito) Touré (Marc Crosas) Xavi (Iniesta) Deco Giovani dos Santos (Messi) Ronaldinho Gaúcho (Eto'o) (Thiago Motta) Henry Técnico: Frank Rijkaard. |  | Inter de Milão Toldo (Alfonso) Burdisso Rivas Chivu (Filippini) César (Pedrelli) Cambiasso Luis Jiménez (Maaroufi) Pelé (Filkor) Solari (Fatic) Crespo (Recoba) Adriano (Balotelli) Técnico: Roberto Mancini. |

## Campeão
| Troféu Joan Gamper 2007        |
| ------------------------------ |
| BARCELONA Campeão (32º título) |